# Anna Mabo

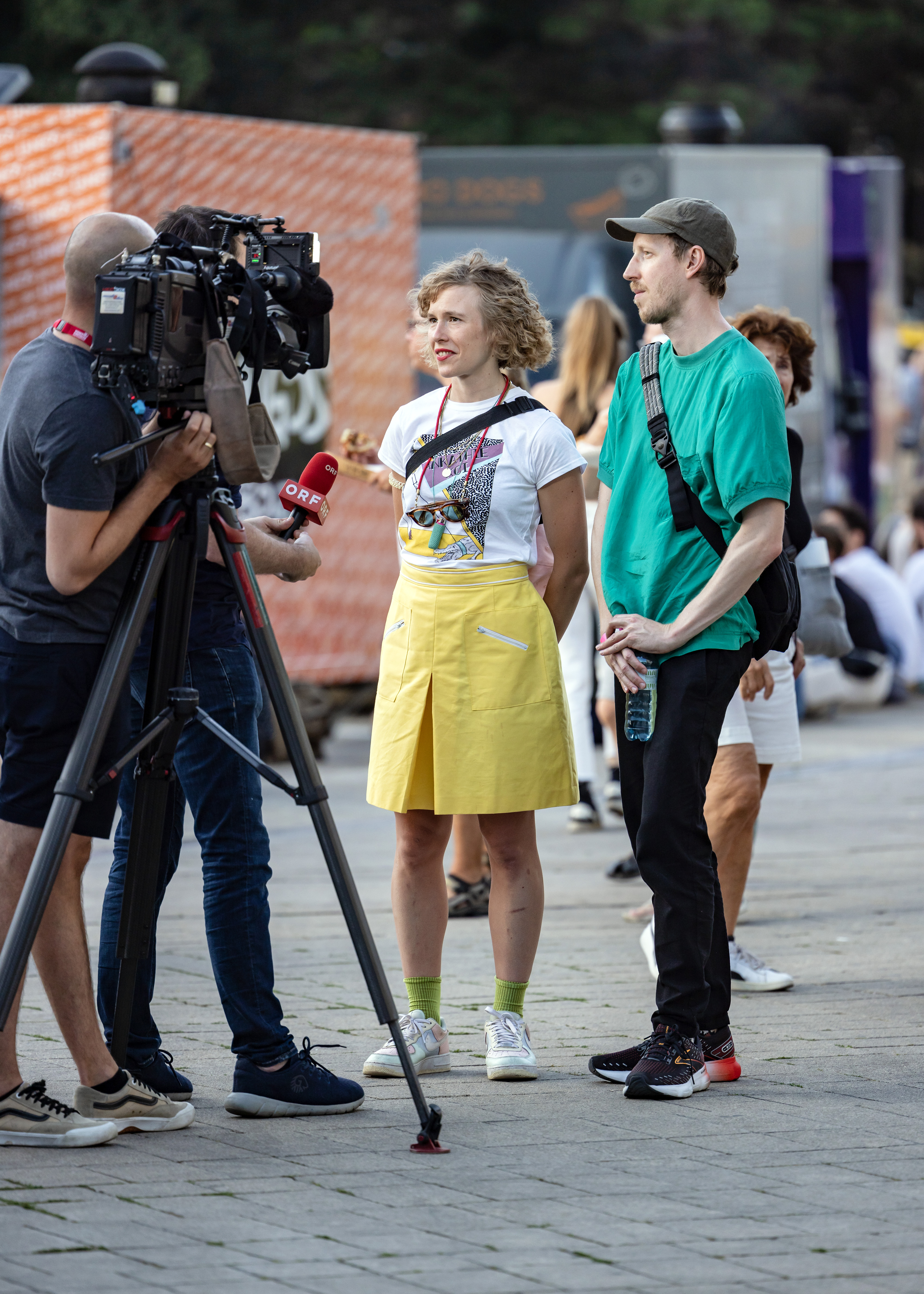
Anna Mabo und Dorian Concept auf dem Popfest 2023

Anna Marboe (* 21. September 1996 in Wien) ist eine österreichische Theaterregisseurin, die unter dem Künstlernamen Anna Mabo auch als Musikerin tätig ist.

## Leben
Anna Mabo wurde am 21. September 1996 in Wien geboren. Sie erlernte zunächst Klavier und Cello, danach Gitarre. Früh schrieb sie eigene Gedichte und Songs. Von 2015 bis 2019 studierte sie Schauspielregie am Max Reinhard Seminar der Universität für Musik und darstellende Kunst Wien. Außerdem studierte sie Theaterwissenschaft und Philosophie in Gießen. Als Regisseurin arbeitete sie unter anderem am Schauspielhaus Wien mit Wilke Weermanns „Angstbeisser“ und Teresa Präauers „Oh Schimmi“ sowie am Landestheater Niederösterreich mit Hermann Hesses „Demian“. Außerdem inszenierte sie am Volkstheater David Lindsay-Abaires „Die Reißleine“. Am Landestheater Linz führte sie Regie bei Felicia Zellers „Gespräche mit Astronauten“ und Michel Decars „Jenny Jannowitz“.

## Werk
Anna Mabo veröffentlichte bisher drei Alben beim Label BaderMoldenRecordings. Am 37. Donauinselfest 2020 hatte sie einen Auftritt, 2021 eröffnete sie das Popfest. 2023 schrieb sie einen Song für das Neujahrskonzert und kuratierte gemeinsam mit dem Elektromusiker Dorian Concept das Popfest Wien.
Ernst Molden schreibt über ihr erstes Album: „Was Anna Mabo denkt und dichtet und singt, kommt wie ein Geschoß bei der Hörerin und beim Hörer an. Aber niemals geht solche Klarheit auf Kosten der Poesie: Die Songs nehmen Abzweigungen, legen falsche Spuren. Doch am Ende ist man das, was der Angelsachse zu aufgeklärt sagt: enlightened.“
Mabo schreibt Lieder auf der Gitarre und begleitet ihre Stücke bei Auftritten zusätzlich mit einer Mundharmonika. Ihre Lieder entstehen beim Verarbeiten von Erfahrungen und Erlebnissen. In manchen Fällen spielt sie in Begleitung der Band „Die Verzerrten“. Ihre Musik sei wie eine „Sammlung an Wienerliedern ohne Wiener – ein Abend beim Heurigen als Vibe, der sich dem Instagram-Blickwinkel verstellt“, wie Christoph Benkeser für mica Music Austria schreibt.
Anna Mabo trat bisher u. a. im Radiokulturhaus, Theater am Spittelberg, Wiener Stadtpark, auf der Burg Hasegg, in der Sargfabrik und dem Theater an der Gumpendorfer Straße auf.
In ihrem dritten Album „Danke, gut“ thematisiert die Künstlerin die Beziehungen zwischen den Menschen innerhalb der Gesellschaft, Einsamkeit und Freundschaft. Ihre Texte handeln von Mut und den Menschen, die es zum Mutig-Sein braucht.

## Privat
Anna Mabo ist die Tochter des früheren Wiener Kulturstadtrates und Politikers Peter Marboe. Mabos Mutter ist die Völkerrechtsprofessorin Irmgard Marboe.

## Diskografie
Alben
- 2019: Die Oma hat die Susi so geliebt
- 2021: Notre Dame
- 2023: Danke, gut[13][14]